# Concert (Costa)
Concert (Italiaans: Concerto) is een schilderij, toegewezen aan de Italiaanse kunstschilder Lorenzo Costa, olieverf op paneel, 95,3 x 75,6 centimeter groot, geschilderd tussen circa 1485 en 1495. Getoond wordt een musicerend trio in polyfoon gezang. Het werk behoort sinds 1910 tot de National Gallery te Londen.

## Context
Concert verbeeldt waarschijnlijk een scène aan het hof te Ferrara, waar hij een tijd lang werkte en waar toentertijd de meerstemmige (polyfone) muziek een snelle ontwikkeling doormaakte, met Pietrobono de Burzellis (ca. 1417-1797) als leidende persoon. Afgaand op een aanduiding op de achterzijde van het werk, heeft het paneel waarschijnlijk deel uitgemaakt van een decoratieve reeks schilderijen ter versiering van een kamer, mogelijk een studieruimte of muziekkamer. Van de andere werken, en of deze bijvoorbeeld eveneens muzikanten afbeeldden of wellicht ook beoefenaren van andere kunsten, is niets bekend.

## Afbeelding
Costa beeldt op accurate wijze een drietal concerterende muzikanten af. Het gezelschap wordt geleid door een luit spelende zanger, die zijn ogen gericht houdt op een muziekboek op de richel. De twee anderen zingen mee in polyfoon gezang. Dat ze allen andere noten zingen is duidelijk te zien aan de verschillende vorm van hun geopende monden. Om in de maat te blijven tikken de twee buitenste zangers met hun vinger in de richel. De man rechts kijkt uit zijn ooghoeken naar de luitspeler. De vrouw links heeft haar hand op diens schouders gelegd om hem beter te kunnen volgen. Op de voorgrond liggen een viool en een blokfluit. Denkbaar is dat de twee buitenste muzikanten daarmee de hoofdzanger-luitspeler op een ander moment tijdens de uitvoering begeleiden.
Concert is een redelijk uniek schilderij uit die periode, vooral vanwege het volledig ontbreken van een religieuze of symbolische connotatie. Het weergeven van polyfoon gezang kwam vaker voor, maar dan meestal bij engelen, zoals in De geboorte van Christus van Piero della Francesca. Costa's stijl, die beïnvloed werd door het meticuleuze realisme van de Nederlandse en Vlaamse schilderkunst, en lijkt met zijn gebruik van chiaroscuro (versterkte licht-donker effecten) vooruit te lopen op het werk van Caravaggio en Georges de La Tour.

## Toewijzing

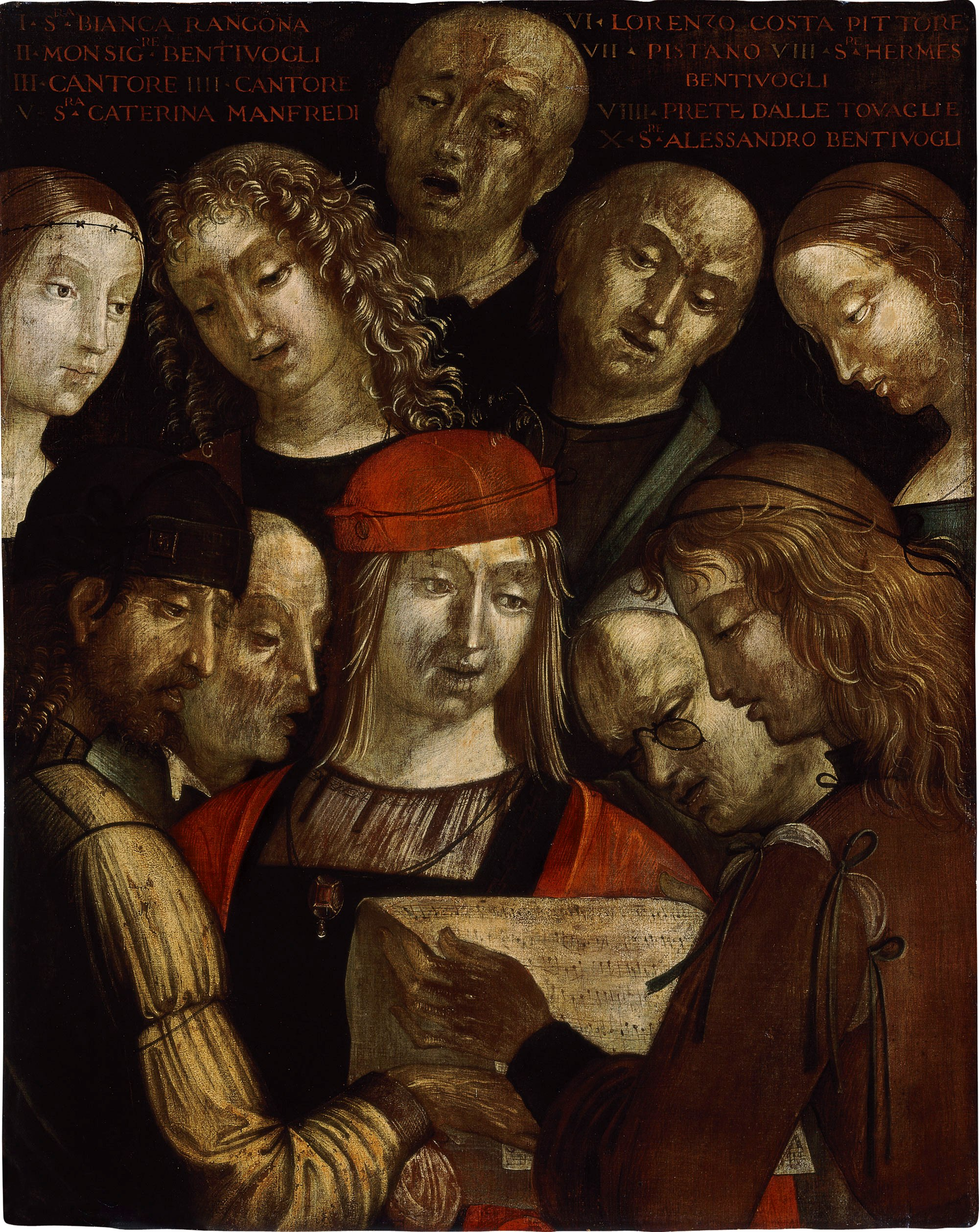
Costa's De familie Bentivoglio, dat een belangrijke rol speelde bij de toewijzing van Concert aan Costa.

Concert werd eeuwenlang toegedicht aan Ercole de' Roberti, maar op basis van een studie uit 1934 door kunsthistoricus Roberto Longhi (1890-1970) wordt het tegenwoordig toegeschreven aan diens leerling Lorenzo Costa. Longhi relateerde het werk daarbij aan het door Costa gesigneerde De familie Bentivoglio, dat hij dateerde op 1493. Hoewel Costa in deze periode waarschijnlijk al niet meer in Ferrara werkzaam was, nam ook de National Gallery, die het werk sinds 1910 in haar collectie heeft, Longhi's bevindingen over. In kunstkringen zijn diens toewijzingen echter niet onomstreden.